# Secusio griseipennis
Secusio griseipennis là một loài bướm đêm thuộc phân họ Arctiinae, họ Erebidae.